# يوسف بورحيل المسماري
يوسف بورحيل المسماري (1866 - 19 ديسمبر 1931) الملقب بوخديدة، نائب وخليفة عمر المختار  في قيادة حركة الجهاد وقائد دور العبيد ودور البراغيث في برقة في ليبيا.

مقاوم ليبي حارب قوات الغزو الإيطالية منذ دخولها أرض ليبيا إلى عام 1931م. حارب الطليان «الإيطاليين» وهو يبلغ من العمر 38 عامًا، واستشهد بعد إحاطة دورية إيطالية له. وتوفيّ عن عمر يناهز 65 عامًا.

## نسبه
يوسف بورحيل المسماري وهو من بيت حسن من عائلة خضرة من قبيلة المسامير المعروفة بالجبل الأخضر وهي من قبائل المرابطين وأمه فاطمة الكريه من قبيلة القطعان.

## مولده ونشأته
ولد يوسف بورحيل المسماري عام 1866م، تقريبا بمنطقة مدور الزيتون جنوبي مدينة المرج.
عُرف يوسف بورحيل بلقب بوخديدة لأنه سقط في النار وهو طفل صغير ولهذا تأثير خده الأيمن وجفن عينه أيضًا وبقيّ أثر هذا الحرق واضحاً على وجهه حتى استشهاده.
كان متوسط الطول يميل إلى النحافة أبيض البشرة وكان يمتلك أناقة يهتم بها كثيرًا وقد برزت من خلال مظهره الأنيق شخصية مميزة بين رجال عمر المختار وكان منضبطًا في حياته عسكريًا وأخلاقيًا وكان فقيهًا في أصول الدين كما أنه آمن من الطراز الأول يمتلك موهبة عالية في الحديث واللباقة ولذلك وصفه الشيخ عبد السلام الكزة آنذاك بأنه عقل حركة الجهاد.
تلقّى بورحيل تعليمه على أيدي فقهاء النجع من أهله ثم أرسله والده إلى الجغبوب ودرس بها حتى تخرّج من هناك، وقد درس بورحيل في زاوية الجغبوب علوم الفقه والدين والتفسير والعديد من العلوم الأخرى وفي هذه الزاوية تعرّف بورحيل على عمر المختار وكان يكبره بسنوات وأصبحت هناك علاقة قوية بين الرجلين.

## معلم يتحول إلى مجاهد
بعد تلقّي بورحيل دروس علوم القرآن الكريم أصبح معلمًا في زاوية القصور حيث كان عمر المختار شيخًا لها وكثيرًا ما كان بورحيل ينوب عن عمر المختار في الإشراف على تعليم الصغار وتسهيل الأمور للمعلمين وللطلبة بزاوية القصور لأن عمر المختار كان كثير الترحال، وبما أنهما كانا رفيقا دراسة قبل ذلك فالصلة بينهما كانت صلة وثيقة وقديمة، وعندما تشكّلت الأدوار للمرة الثانية بعد عام 1923م، بقيادة عمر المختار نشبت عدة معارك بطولية أظهر فيها بورحيل براعة في تدبير الخطط الحربية واستغلال أفضل الفرص لضرب الأعداء ضربًا موجعًا بأقل الخسائر مما زاد صلته بعمر المختار فأصبح وجوده بالدور ضرورة لإستراتيجية إدارة المعارك وتمديد مواعيد ومواقع الهجوم وكانت له نظرة صائبة وفكرة صحيحة وعبقرية عسكرية تدير المعركة ولإلحاق أكبر الخسائر بالخصم مع النجاة من أي ضرر قدر الإمكان.

## القيادة
وفي سنة 1922م عيّنه الشيخ عمر المختار نائباً له وقائم على دور البراغيث (الجبارن) والذي سُمّي بهذا الاسم لوجوده بمنطقة البراغيث. وقد أصدر الشيخ عمر المختار هذه التعيينات في شكل قرار عام يشمل قادة المجاهدين من مختلف قبائل الجبل الأخضر الذين رفضوا الاستسلام لإيطاليا، كما شمل تعيينات أخرى في مناصب إدارية ومالية ودينية وقضائية لتنظيم حركة الجهاد.
وإلى جانب منصبه كنائب لشيخ عمر المختار في قيادة حركة الجهاد على مستوى الجبل الأخضر، أصبح عضواً في المجلس (العسكري الأعلى) الذي يتكوّن من رؤساء الأدوار بالمنطقة الشرقية (برقة) ويشرف عليها، وكان المجلس برئاسة الشيخ عمر المختار وعضوية كل من المجاهد يوسف بورحيل والمجاهد حسين الجويفي، والمجاهد الفضيل بوعمر، والمجاهد محمد الشركسي والمجاهد موسى غيضان والشيخ محمد مازن، والمجاهد محمد العلواني، والشيخ جربوع سويكر، والمجاهد قطيط الحاسي، والمجاهد رواق درمان والمجاهد عبد الحميد العبار والمجاهد عصمان الشامي والمجاهد حمد بوخيرالله البرعصي والمجاهد صالح أ بو مطير العوكلي والمجاهد عوض العبيدي.
وكان المجاهد يوسف بورحيل يترأّس هذا المجلس في حالة غياب الشيخ عمر المختار. ومهمة هذا المجلس استشارية وهو في حالة انعقاد دائم لمواجهة الطوارئ والإسهام في حل المشاكل التي قد تحدث بالدور.
كان بورحيل قد شارك في أغلب المعارك التي قادها عمر المختار وكان بورحيل الذراع لعمر المختار وشريكه في خطط الحرب ورجل أمنه في المفاوضات وعقله الراجع في منازعات القبائل حيث قال عنه شيخ الشهداء (لا يوجد عمر المختار بلا يوسف بورحيل)، لذلك عندما استشهد الفضيل بو عمر تولّى بورحيل كتابة مراسلات عمر المختار بل اعتمد عليه في جميع الأمور حتى أن غراسياني أطلق عليه (قائما بأعمال القائد) ولهذا صار أحد شروط سلامة الدور وجود بورحيل فيه وأصدق دليل على ذلك أنه قاد أكبر معارك عام 1923 م، وهي معركة جردس والتي هُزِم فيها الغزاة الطليان وكانت الغنائم فيها كبيرة للمجاهدين.

## المهمة الصعبة
ظلَّ بورحيل يخطط ويهاجم الغزاة تحت إمرة عمر المختار حتى استشهد عمر المختار في عام 1931 م، لذلك أجمع أغلب قادة الأدوار والمجاهدين على اختياره قائدا للجهاد، وكلّف المجاهد أحمد الشريف السنوسي بورحيل لقيادة حركة الجهاد رسميا، وقال في رسالته بأن(هذا التعيين ليس منّاً لكنه بناء على توجيهات عمر المختار في وصيته عن الجهاد)، وهذا يدل على مدى ثقة عمر المختار باستمرار حركة المقاومة تحت قيادة بورحيل بعد غياب عمر المختار عن ساحة الأحداث، كما أرسل أحمد الشريف رسالة شخصية إلى بورحيل وأوصاه فيها بتقوى الله في السر والعلن والصبر والجد والإخلاص في العمل لله ورسوله والوطن والمسلمين والاستمرار في الجهاد على نهج عمر المختار.
استلم بورحيل حركة الجهاد قائدا جديدا يتحمل أصعب مسؤولية عرفها في حياته ولم يتأخر بل انتهج خط رفيقه وقائده في المقاومة الوطنية ولكن الواقع على الأرض أصبح شيئا آخر كما سبق ذكره وتغيرت طبيعة المعركة فقد وجد الغُزاة حليفا عاتيا لهم وهو الجوع الذي كان موتا يهدد المجاهدين وكذلك انتشار الأمراض والفقر بكثرة لذلك ترى الرجال تتأرجح من شدة الجوع والمرض وذلك حسب روايات المجاهدين.
لقد مرّت أربعة أشهر مريرة وطويلة على استشهاد عمر المختار واستلام بورحيل لقيادة المجاهدين ولم يتوقف خلالها القتال يوما واحدا بالرغم من الحصار ونقص الإمدادت الغذائية والحربية التي كانت تمر عبر الحدود التي أغلقها الغزاة الطليان إمّا بالأسلاك الشائكة أو الحراسة المشددة، كما أن المعتقلات الجماعية التي أقامها الغزاة أحكمت القبض على الأهالي التي كانت تمد المجاهدين بالتموين والمعلومات عن تحركات وأماكن العدو.
شعر بورحيل بهذا الواقع الصعب وأنه استلم مهام صعبة جدا في ظروف غير ملائمة ورأى بعينه رجاله بلا سلاح ولا ذخيرة ولا طعام ومنهم من أصبح غير قادر على حمل السلاح من شدة الإنهاك الجسمي، لذلك أدرك بورحيل في ظل هذه الظروف بأن نهاية الجهاد قد دنت وأصبحت واضحة وأن شرف الخروج من هذه المحنة أصبح شيئا حتميا لكنه خروج دون تنازلات ولا خنوع ولو كان الثمن الموت، لهذا عقد بورحيل اجتماعا بالمجاهدين وقادة الأدوار العسكرية وقال لهم ((لقد هاجر أحباب من قبل وهم موزعون على السودان ومصر ومناطق أخرى وقد قمنا بما يحتّمه الواجب المقدس وواجب الوطن العزيز ولم يسبق اليوم جهد للنضال وإيطاليا تطالبنا بالاستسلام وإلقاء سلاحنا وهذا معناه العار والذل)) وفي نفس الاجتماع طالبهم بإعداد خطة وحكمة لمهاجمة الأسلاك الشائكة على الحدود المصرية وخروج نحو منطقة السلوم ومنها إلى مصر حتى يصبح هناك تجمّع خارج الوطن لحركة الجهاد في ظل ظروف أحسن من التواجد في الداخل حتى لا يتم القضاء نهائيا على الحركة الجهاد، وكانت الخطة تقتضي بتقسيم المجاهدين إلى أربعة مجموعات وكانت أكبر مجموعة قادها المجاهد عبد الحميد العبار والمجاهد آدم المنصوري وبلغ عددها حوالي 74 مجاهدا حيث تمكّنت هذه المجموعة من عبور الأسلاك والحراسة الإيطالية المشددة واتجهت إلى منطقة السلوم.

## الاستشهاد
كان بورحيل ومجموعته التي يقودها بورحيل قد اصطدمت بدورية إيطالية كبيرة بقيادة الملازم الإيطالي برنديسي (Brnadeci) مما اضطر بهم للعودة داخل الحدود وقد قامت معركة على الحدود بين الطرفين في 19 - ديسمبر - 1931م، قرب زاوية أم ركبة تقع شرق مدينة طبرق بمسافة 125كم، ولكن الدورية الإيطالية تمكنت من الإحاطة بالمجموعة المكوّنة من يوسف بورحيل وثلاثة من رفاقه فاضطروا إلى ترك خيولهم وتحصنوا بإحدى المغارات وصمدوا وقاتلوا حتى استُشهدوا جميعاً، وكان البلاغ الإيطالي الصادر في أول فبراير من عام 1932 م، بأنه ((عندما انتهى إطلاق النار مع مجموعة من الثوار حاولت اقتحام الحدود المصرية تقدم نحوهم الملازم برنديسي فوجد أربع جثث لم تزل بنادقهم حامية في قبضة أيديهم وكان أحدهم يوسف بورحيل وقد أظهر مع رفاقه الثلاثة بسالة حتى آخر دقيقة في حياتهم)).
ولم يكتفِ الغزاة الطليان على عادتهم بقتل يوسف بورحيل ورفاقه الثلاثة بل تم التمثيل بجثثهم آنذاك وقطع رأس يوسف بورحيل بالقرب من زاوية أم ركبة ونقل رأسه في علبة صفيح إلى البردي للتعرف عليه ثم نقل رأسه إلى المعتقل بنينا لعرضه على الأهالي المحتجزين داخل المعتقل وذلك للحط من معنوياتهم وإجبارهم على الاستسلام التام للغزاة الطليان.
كان يوسف بورحيل مثله مثل قائده عمر المختار فلم تلمس أيديهم الطاهرة أي مبالغ نقدية من الغزاة للتفريط في شبر واحد من وطنهم وفضّلوا الاستشهاد دون أن تمس أيديهم أيدي الغزاة والعملاء الذين تلطخت أيديهم بدماء الأهالي.
وكانت هذه نهاية الرجال الأبطال الذين دخلوا التاريخ الليبي من أوسع أبوابه وقدموا الدم والفداء من أجل وطنهم وسيظل هذا البطل بورحيل أحد العلامات المشرفة في حركة جهادنا وسنظل تحترم تاريخ واستشهاد كل رجال هذا الوطن.
أصدر الإيطاليين بياناً عاماً نشر في الصحف الإيطالية والعربية الصادرة في ليبيا، وقد جاء في البلاغ الإيطالي ما يلي : ((وقد أظهر يوسف بورحيل و رفقاؤه الثلاثة بسالة مدهشة حتى آخر دقيقة من حياتهم، وهكذا انتهت حياة الرئيس العظيم البرقاوي أحد تلامذة مدرسة الجغبوب القرآنية ومستشار عمر المختار)).

## آخر كلمات الشهيد
استشهد يوسف بورحيل المسماري داخل حدود وطنه وكان حلمه قد تحقق عندما قال لأصحابه وهم متجهون نحو الحدود المصرية (( أمّا أنتم يا إخواني فشباب، لكم في مصر أُسر، ولكم في العمر براح، أما أنا فقد جاوزت الخامسة والستين ولا أرى أن هناك مدفنًا يليق بي خارج هذا الوطن وفي غير هذا الميدان «يقصد ليبيا» ))

## مواضيع متصلة
- الغزو الإيطالي لليبيا
- تاريخ ليبيا المعاصر
- عمر المختار
- الفضيل بوعمر
- السيد أحمد الشريف
- رودولفو جرتزيانى
- بينيتو موسوليني
- بيترو بادوليو
- أسد الصحراء
- رمضان السويحلي